# Université Marshall
L'université Marshall (en anglais : Marshall University) est une université publique américaine située à Huntington en Virginie-Occidentale.

## Histoire

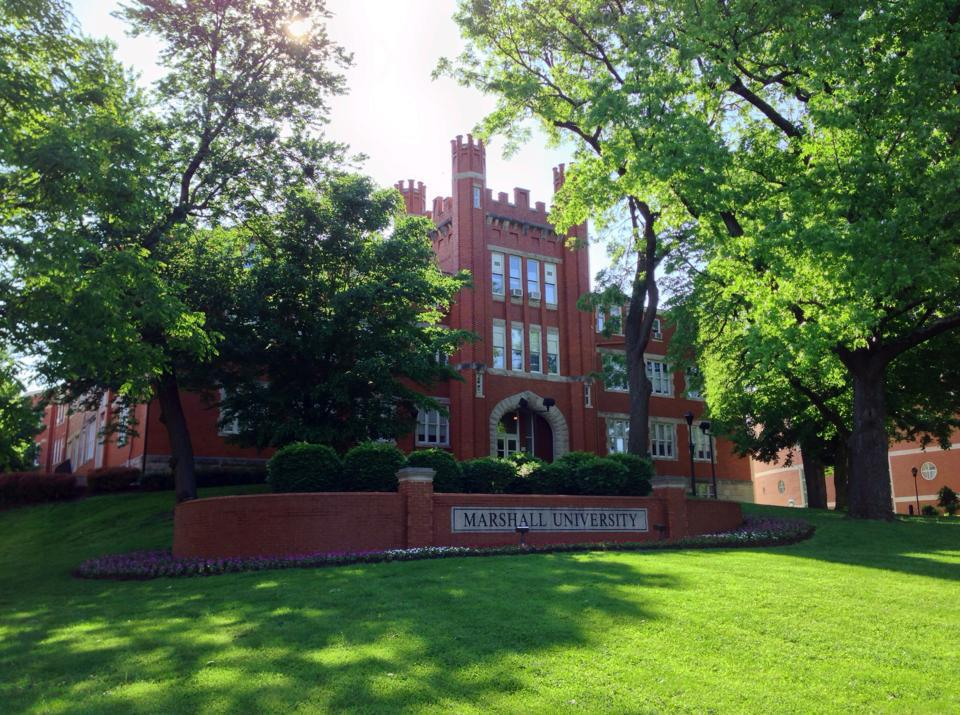
Old Main, bâtiment de services aux étudiants et bureaux administratifs, sur le campus

Elle a été fondée en 1837 et tient son nom de John Marshall, 4e président de la Cour suprême des États-Unis.

## Crash de 1970
Le soir du 14 novembre 1970, l'équipe universitaire de football américain, ainsi que quelques supporteurs, revenait de Kinston, en Caroline du Nord. À l'approche de l'aéroport, après avoir heurté les cimes des arbres, l'avion s'écrase. Toutes les 75 personnes à bord décèdent, dont 37 joueurs et 5 entraîneurs.
Cette triste histoire est racontée dans le film We Are Marshall sorti aux États-Unis en décembre 2006.

### Liens externes

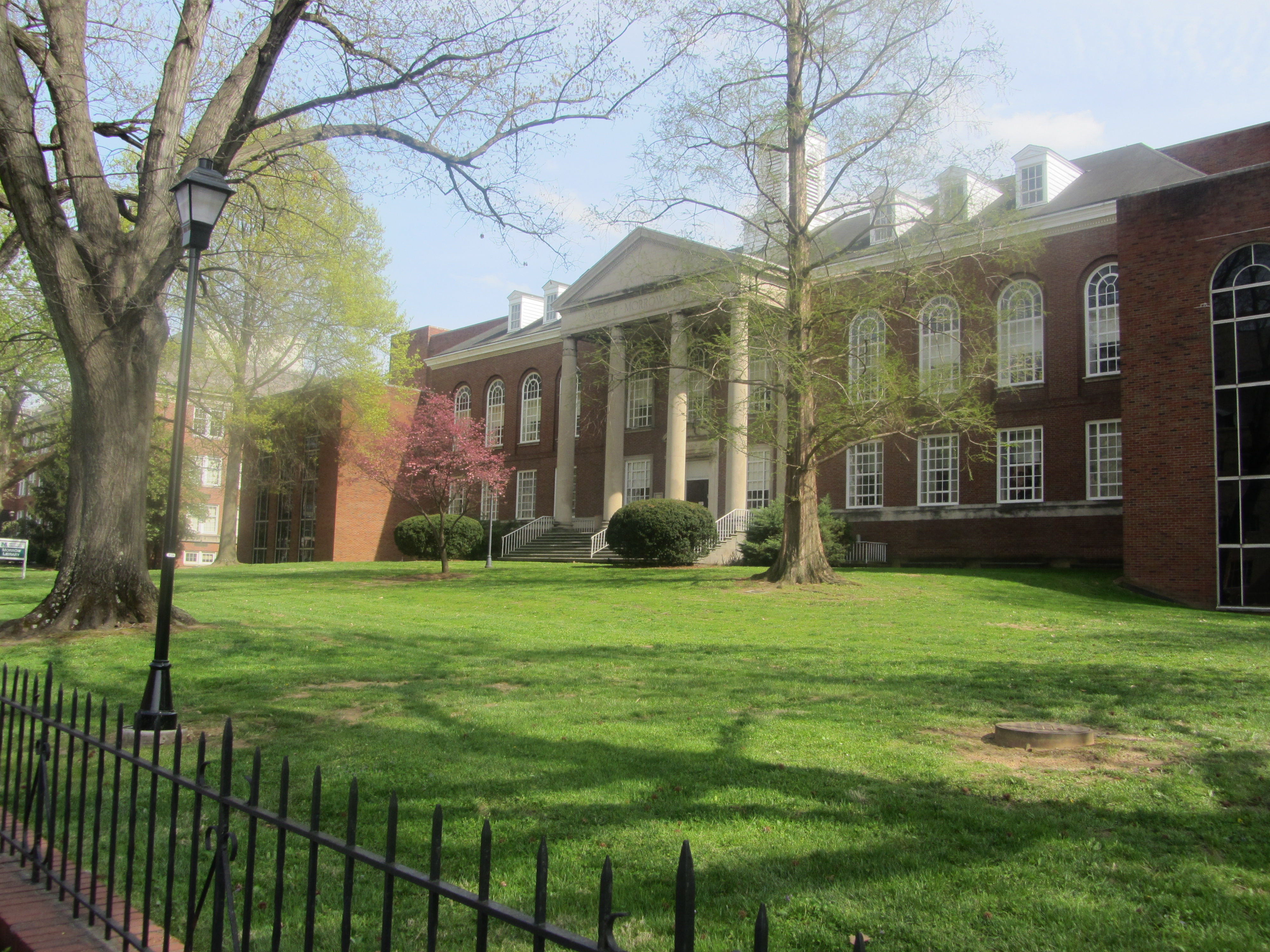
Bibliothèque de l'université Marshall

## Source
- (en) Cet article est partiellement ou en totalité issu de l’article de Wikipédia en anglais intitulé « Marshall University » (voir la liste des auteurs).